# Rubus humistratus
Rubus humistratus là loài thực vật có hoa trong họ Hoa hồng. Loài này được Steud miêu tả khoa học đầu tiên năm 1841.